# Dejan Perić
Dejan Perić, né le 22 septembre 1970 à Bečej (Yougoslavie, aujourd'hui Serbie, est un ancien handballeur serbe évoluant au poste de gardien de but. 

## Biographie

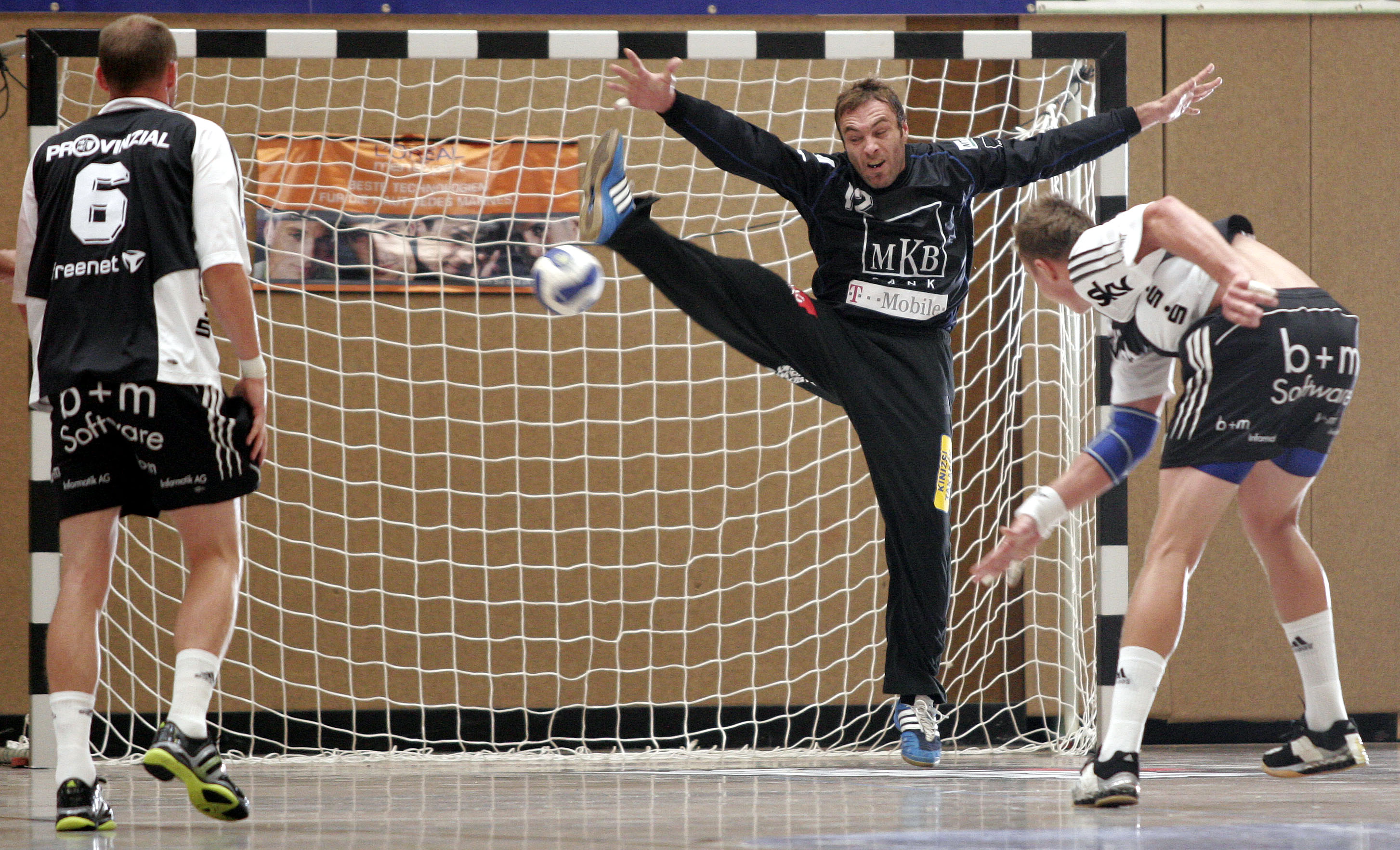
Dejan Perić en action en 2007.

## Palmarès

### En club
Compétitions internationales
- Ligue des champions (2) : 2004, 2005
- Coupe des Coupes (1) : 2008

Compétitions nationales
- Championnat de Slovénie (8) : 1996, 1997, 1998, 1999, 2000, 2001, 2003, 2004
- Coupe de Slovénie (9) : 1996, 1997, 1998, 1999, 2000, 2001, 2004, 2012, 2013
- Championnat de d'Espagne (1) : 2006
- Championnat de Hongrie (4) : 2008, 2009, 2010, 2011
- Coupe de Hongrie (4) : 2007, 2009, 2010, 2011

### En équipe nationale
Jeux olympiques
- 4e place aux Jeux olympiques de 2000 à Sydney,  Australie

Championnats d'Europe
- médaille de bronze au Championnat d'Europe 1996
- 10e place au Championnat d'Europe 2002

Championnats du monde
- médaille de bronze au Championnat du monde 1999
- 8e place au Championnat du monde 2003

Autres
- Médaille d'argent aux Goodwill Games de 1990
- Médaille d'or aux Jeux méditerranéens de 1991